# 朝鲜人民军第12师
朝鲜人民军安东第12步兵师（朝鲜语：／）隶属朝鲜人民军，于1949年7月组建于朝鲜元山市，由中国人民解放军第156师為主的朝鲜族士兵组成。在金光侠的请求下，1950年4月，中共将156师、139师、140师、141师的12000名朝鲜族士兵转交朝鲜，组建了第7师，全宇任师长，池炳学任参谋长。7月2日改为第12师。第12师后参与进攻首尔的战役，第12师在独立战车团的支援下，试图攻打洪川郡，失败后全宇被罢免，崔春国代之。在进攻釜山时遭受重创后与朝鲜人民军第766独立步兵团合并。

## 参与战役
- 春川战役
- 安东战役
- 庆州战役
- 马山战役（英语：Battle of Masan）